# Hefteisen
Das Hefteisen, auch Nabeleisen, ist ein Werkzeug der Glasmacher und ist ein etwa 5 Fuß langer Eisenstab, an das man die Glas- oder Hohlglaswaren während ihrer Fertigung befestigt. Die Eisenstange dient zum sogenannten Umheften des Glases. Dazu taucht man das eine Ende in flüssiges Glas. Das Hefteisen wird mit etwas heißer Glasmasse unter dem Boden des Werkstücks angesetzt, um die Ausarbeitung und Verschmelzung der Mündung zu ermöglichen. Dadurch klebt dieses am Hefteisen. Die Gläser, an denen der Stab später abgebrochen wird, haben am Boden den Heftnabel bzw. den Abriss.